# ميكي ستوري
ميكي ستوري (بالإنجليزية: Mickey Storey)‏ هو لاعب كرة قاعدة أمريكي، ولد في 16 مارس 1986 في بوكا راتون في الولايات المتحدة.

## وصلات خارجية
- ميكي ستوري على موقع دوري كرة القاعدة الرئيسي (الإنجليزية)
- ميكي ستوري على موقعبيزبول رفرنس.كوم (الدوري الرئيسي) (الإنجليزية)
- ميكي ستوري على موقعبيزبول رفرنس.كوم (الدوري الثانوي) (الإنجليزية)